# Olga Alexandrowna Sanfirowa

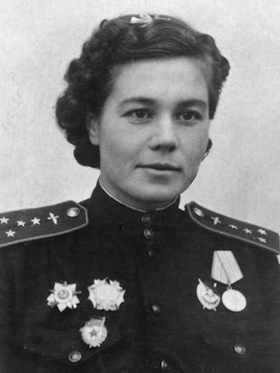
Olga Sanfirowa

Olga Alexandrowna Sanfirowa (russisch Ольга Александровна Санфирова; * 19. Apriljul. / 2. Mai 1917greg. in Samara; † 13. Dezember 1944 bei Pułtusk) war eine sowjetische Bomberpilotin.

## Leben
Während des Zweiten Weltkriegs leistete sie Militärdienst bei den nur aus Frauen bestehenden Nachthexen, welche nachts mit einfachen Doppeldeckern Polikarpow Po-2 Kampfeinsätze flogen. Sie erreichte den Rang eines Gardehauptmanns. Seit 1943 war sie Kommandeurin einer Staffel.
Olga Sanfirowa wurde bei ihrem 630. Einsatz abgeschossen. Nach dem Bombenabwurf wurde ihr Flugzeug während des Rückfluges in der Nähe des Dorfes Domoslav in Polen von Abwehrfeuer getroffen. Gemeinsam mit ihrer Beobachterin erreichten sie in der brennenden Maschine noch die Nähe der Front, mussten aber auf feindlichem Gebiet abspringen. Beim Durchqueren der Front wurde sie von einer Mine getötet.
Am 23. Februar 1945 wurde ihr postum der Titel Held der Sowjetunion verliehen.